# 1269 Rollandia
Az 1269 Rollandia (ideiglenes jelöléssel 1930 SH) egy kisbolygó a Naprendszerben. Grigorij Neujmin fedezte fel 1930. szeptember 20-án.